# Primera B 2019 (Cile)
La Primera B 2019, conosciuta anche con il nome Campeonato As.com 2019 per ragioni di sponsor, è stata la 68ª edizione della seconda serie calcistica del campionato cileno, organizzata dalla federazione cilena. Al campionato partecipano 16 squadre, che si affrontano in un girone all'italiana con andata e ritorno. Il campionato è iniziato il 15 febbraio 2019, concludendosi il 29 novembre dello stesso anno. La classifica finale determina le squadre classificate promosse alla categoria superiore.

## Avvenimenti
Nell'autunno 2019 — in seguito al clima di protesta che ha invaso l'intera nazione — l'ANFP delibera, a tre giornate dalla fine e dai playoffs, la temporanea sospensione del torneo per motivi di sicurezza. Il 29 novembre la federazione ha deciso di concludere la stagione, senza promozioni e retrocessioni. Dopo una settimana, però la federazione assegnò la vittoria della stagione al Santiago Wanderers, al comando della classifica al momento della sospensione, e dispose l'avvio dei playoffs per stabilire la seconda promossa. Infine la Federazione decise che non ci sarà alcuna retrocessione.

## Squadre partecipanti
- Barnechea
- Cobreloa
- Dep. Copiapó
- Dep. La Serena
- Dep. Melipilla
- Dep. Puerto Montt
- Dep. Santa Cruz
- Deportes Temuco
- Dep. Valdivia
- Magallanes
- Ñublense
- Rangers de Talca
- San Luis de Quillota
- Santiago Morning
- Santiago Wanderers
- Unión San Felipe

## Classifica
|  | Pos. | Squadra              | Pt | G  | V  | N  | P  | GF | GS | DR  |
|  | ---- | -------------------- | -- | -- | -- | -- | -- | -- | -- | --- |
|  | 1.   | Santiago Wanderers   | 46 | 27 | 13 | 7  | 7  | 40 | 26 | +14 |
|  | 2.   | Dep. La Serena       | 43 | 27 | 12 | 7  | 8  | 35 | 27 | +8  |
|  | 3.   | Ñublense             | 42 | 27 | 11 | 9  | 7  | 38 | 32 | +6  |
|  | 4.   | Barnechea            | 40 | 27 | 12 | 4  | 11 | 26 | 27 | −1  |
|  | 5.   | Cobreloa             | 39 | 26 | 10 | 9  | 7  | 40 | 33 | +7  |
|  | 6.   | Dep. Melipilla       | 39 | 26 | 10 | 9  | 7  | 33 | 26 | +7  |
|  | 7.   | Unión San Felipe     | 39 | 27 | 11 | 6  | 10 | 30 | 30 | 0   |
|  | 8.   | Deportes Temuco      | 38 | 27 | 9  | 11 | 7  | 31 | 24 | +7  |
|  | 9.   | Dep. Copiapó         | 38 | 26 | 9  | 11 | 6  | 28 | 21 | +7  |
|  | 10.  | Dep. Puerto Montt    | 37 | 27 | 9  | 10 | 8  | 36 | 29 | +7  |
|  | 11.  | Dep. Santa Cruz      | 37 | 27 | 10 | 7  | 10 | 32 | 37 | −5  |
|  | 12.  | Santiago Morning     | 34 | 26 | 9  | 7  | 10 | 26 | 32 | −6  |
|  | 13.  | Rangers de Talca     | 28 | 27 | 6  | 10 | 11 | 28 | 36 | −8  |
|  | 14.  | San Luis de Quillota | 27 | 26 | 5  | 12 | 9  | 25 | 37 | −12 |
|  | 15.  | Magallanes           | 25 | 26 | 5  | 10 | 11 | 23 | 33 | −10 |
|  | 16.  | Dep. Valdivia        | 19 | 27 | 4  | 7  | 16 | 30 | 51 | −21 |

      Promossi in Primera División 2020.
  Ammesse ai play-off.

## Play-off
I Play-off sono divisi in due fasi. Nella prima le squadre classificate dalla terza alla decima posizione si affrontano in un torneo ad eliminazione diretta. La vincitrice affronta la seconda classificata.

### Prima fase
|  | Quarti di finale     | Quarti di finale     | Quarti di finale |                 |                | Semifinali     | Semifinali | Semifinali |  |  | Finale | Finale | Finale |  |
|  |                      |                      |                  |                 |                |                |            |            |  |  |        |        |        |  |
|  | 6 Dep. Melipilla     | 6 Dep. Melipilla     | 2                |                 |                |                |            |            |  |  |        |        |        |  |
|  | 6 Dep. Melipilla     | 6 Dep. Melipilla     | 2                |                 |                |                |            |            |  |  |        |        |        |  |
|  | 7 Unión San Felipe   | 7 Unión San Felipe   | 0                |                 |                |                |            |            |  |  |        |        |        |  |
|  | 7 Unión San Felipe   | 7 Unión San Felipe   | 0                |                 | Dep. Melipilla | Dep. Melipilla | 1 (3)      |            |  |  |        |        |        |  |
|  |                      |                      |                  |                 | Dep. Melipilla | Dep. Melipilla | 1 (3)      |            |  |  |        |        |        |  |
|  |                      |                      | Dep. Copiapó     | Dep. Copiapó    | 1 (4)          |                |            |            |  |  |        |        |        |  |
|  | 4 Barnechea          | 4 Barnechea          | Dep. Copiapó     | Dep. Copiapó    | 1 (4)          | 1              |            |            |  |  |        |        |        |  |
|  | 4 Barnechea          | 4 Barnechea          |                  |                 |                |                |            |            |  |  |        |        |        |  |
|  | 9 Dep. Copiapó       | 9 Dep. Copiapó       | 2                |                 |                |                |            |            |  |  |        |        |        |  |
|  | 9 Dep. Copiapó       | 9 Dep. Copiapó       | 2                |                 | Dep. Copiapó   | Dep. Copiapó   | 2          |            |  |  |        |        |        |  |
|  |                      |                      |                  |                 |                |                |            |            |  |  |        |        |        |  |
|  |                      |                      | Deportes Temuco  | Deportes Temuco | 3              |                |            |            |  |  |        |        |        |  |
|  | 3 Ñublense           | 3 Ñublense           | Deportes Temuco  | Deportes Temuco | 3              | 2              |            |            |  |  |        |        |        |  |
|  | 3 Ñublense           | 3 Ñublense           |                  |                 |                |                |            |            |  |  |        |        |        |  |
|  | 10 Dep. Puerto Montt | 10 Dep. Puerto Montt | 1                |                 |                |                |            |            |  |  |        |        |        |  |
|  | 10 Dep. Puerto Montt | 10 Dep. Puerto Montt | 1                |                 | Ñublense       | Ñublense       | 0          |            |  |  |        |        |        |  |
|  |                      |                      |                  |                 | Ñublense       | Ñublense       | 0          |            |  |  |        |        |        |  |
|  |                      |                      | Deportes Temuco  | Deportes Temuco | 1              |                |            |            |  |  |        |        |        |  |
|  | 5 Cobreloa           | 5 Cobreloa           | Deportes Temuco  | Deportes Temuco | 1              | 0              |            |            |  |  |        |        |        |  |
|  | 5 Cobreloa           | 5 Cobreloa           |                  |                 |                |                |            |            |  |  |        |        |        |  |
|  | 8 Deportes Temuco    | 8 Deportes Temuco    | 2                |                 |                |                |            |            |  |  |        |        |        |  |

### Finale
| Squadra 1      | Risultato          | Squadra 2       |
| -------------- | ------------------ | --------------- |
| Dep. La Serena | 0 - 0 (4-3 d.c.r.) | Deportes Temuco |